# Dimitris Starovas
Dimitris Starovas, grekisk skådespelare född 10 april 1963 i Thessaloniki, Grekland.

## Roller (urval)
1. Solo Kariera (2004) TV-serie
2. I Tsibaei (2004)
3. Ro 20 (2004)
4. Stakaman (2001)
5. Eimaste Ston Aera (1997) TV-serie
6. Deka Mikroi Mitsoi (1991) TV-serie